# 塞里略斯 (智利)
塞里略斯（西班牙語：Cerrillos），是智利的城鎮，位於該國中部聖地亞哥首都大區的聖地亞哥省，始建於1981年3月17日，面積21.0平方公里，海拔高度517米，2006年人口71,906人，人口密度每平方公里3,400人。